# Tago Mago
Tago Mago – trzeci album niemieckiej grupy krautrockowej Can, wydany w sierpniu 1971 roku, druga nagrana z wokalistą Damo Suzukim.
Jest uznawana za jedną z najbardziej kontrowersyjnych płyt w dorobku grupy. Wśród utworów znajdują się m.in. 18-minutowy jam Halleluhwah, w którym perkusista Jaki Liebezeit gra tą samą melodię na bębnach przez cały czas trwania utworu czy 17-minutowy kolaż dźwiękowy Aumgn z wpływami funku lub Peking O z wpływami muzyki chińskiej. Istotną rolę przy produkcji materiału odgrywało sklejanie taśm i manipulacja produkcyjna. Płyta otrzymała pozytywne recenzje i jest uznawana za klasykę krautrocka.

## Recenzje
Pitchfork Media uznał płytę za 29. najlepszą z lat 70.. Magazyn „NME” umieścił album na 409. miejscu listy 500 albumów wszech czasów.

## Lista utworów
Wszystkie utwory napisane i skomponowane przez Holgera Czukaya, Michaela Karoliego, Jakiego Liebezeita, Irmina Schmidta i Damo Suzukiego.
Strona A
1. Paperhouse – 7:29
2. Mushroom – 4:08
3. Oh Yeah – 7:22

Strona B
1. Halleluhwah – 18:32

Strona C
1. Aumgn – 17:22

Strona D
1. Peking O – 11:35
2. Bring Me Coffee or Tea – 6:47

## Personel
- Damo Suzuki – wokale
- Holger Czukay – bass, engineering, editing
- Michael Karoli – gitara, skrzypce
- Jaki Liebezeit – perkusja, kontrabas, pianino
- Irmin Schmidt – keyboardy, wokale na "Aumgn"

### Produkcja
- U. Eichberger – oryginalne okładka & design
- Andreas Torkler – design (2004 reedycja)